# Go West (группа)
Go West — британская поп-группа, основанная в Лондоне в 1982 году. Коллектив наиболее известен своей композицией под названием «Call Me», вышедшей в 1985 году и впоследствии использованной в популярной компьютерной игре GTA Vice City на радио-канале Flash FM. Также дуэт известен рядом других песен, таких как We Close Our Eyes, «Don’t Look Down the Sequel» и др. Лауреаты премии BRIT Awards в 1986 году в категории «Best Newcomers».

## В массовой культуре
- Композиция «One Way Street» вошла в саундтрек к американскому кинофильму Рокки 4 в 1985 году.
- Композиция «Goodbye Girl» использовалась в 1 серии 2 сезона сериала «Полиция Майами отдел нравов»
- Композиция «We Close Our Eyes» вошла в саундтрек к культовому итальянскому фильму ужасов Демоны в 1985 году.
- Композиция «Call Me» вошла в саундтрек к известной видеоигре GTA Vice City в 2002 году. Она звучит в эфире радиостанции Flash FM.
- Композиция «King Of Wishful Thinking» вошла в саундтрек к американскому кинофильму «Красотка» в 1990.

## Дискография

### Студийные альбомы
- Go West (1985)
- Bangs and Crashes (1986)
- Dancing on the Couch (1987)
- Indian Summer (1992)
- futurenow (2008)
- 3D Part 1 (2010)
- 3D Part 2 (2011)
- 3D Part 3 (2012)

### Синглы
- Goodbye Girl (1985)
- Eye To Eye

## Участники
- Питер Кокс — вокал;
- Ричард Драмми — гитара, бэк-вокал.